# Liberato Marcial Rojas
Liberato Marcial Rojas (ur. 17 sierpnia 1870 w Asunción, zm. 22 sierpnia 1922 w Monte Video) – paragwajski polityk, prezydent Paragwaju od 5 lipca 1911 do 28 lutego 1912 z ramienia Partii Liberalnej.
Objął urząd po odsunięciu od władzy ALbino Jary, wkrótce jednak sam został obalony przez frakcję Partii Liberalnej.